# Asana (software)
Asana es una aplicación web y móvil diseñada para mejorar y optimizar la comunicación y la colaboración en equipo. Fue desarrollada por Dustin Moskovitz, uno de los cofundadores de Facebook, y el ingeniero Justin Rosenstein, que debían, entre otras ocupaciones, mejorar la productividad de los empleados de Facebook.
Asana dice ser usada por decenas de miles de equipos, incluyendo empresas como Twitter, TicToc Studio, Foursquare, LinkedIn, Disqus, Airbnb, Rdio, AdParlor, Flapps y Entelo.

## Historia
Moskovitz y Rosenstein dejaron Facebook en 2008 para crear Asana (el nombre proviene de asana, una palabra en sánscrito que significa “pose de yoga”), cuya versión beta fue lanzada oficialmente en noviembre de 2011. La empresa anunció haber obtenido una financiación privada por valor de 1,2 millones de dólares en la primavera de 2011 de inversores como Ron Conway, Peter Thiel, Mitch Kapor, Owen van Natta, Sean Parker, y el exdirector de la división móvil de Facebook Jed Stremel, seguida de otra ronda de financiación por 9 millones de dólares de un grupo inversor encabezado por Benchmark Capital a finales e noviembre de 2011. El 23 de julio de 2012, Asana anunció una nueva ronda de captación de fondos proveniente de Peter Thiel y Founders Fund, junto con una nueva aportación de inversores ya existentes como Benchmark, Andreessen-Horowitz, y Mitch Kapor, que habían invertido 28 millones de dólares en Asana. Thiel también se sumó a la junta directiva de Asana. Según un artículo del New York Times, el capital de la empresa se valoraba en 280 millones de dólares.

## Producto
Asana es una aplicación colaborativa para la gestión de tareas. El producto tiene muchas funcionalidades, como espacios de trabajo, proyectos, proyectos personales, tareas, etiquetas, notas, comentarios y un buzón que organiza y actualiza la información en tiempo real. El producto está diseñado para facilitar a las personas y a los equipos la planificación y la gestión de sus proyectos y tareas. Cada equipo tiene un espacio de trabajo. Los espacios de trabajo contienen proyectos y los proyectos contienen tareas.
Moskovitz y Rosenstein piensan que “Las tareas son unidades atómicas de trabajo.” En cada tarea, los usuarios pueden añadir notas, comentarios, ficheros y etiquetas. Los usuarios pueden seguir proyectos y tareas, y cuando cambia el estado de un proyecto o una tarea, los seguidores tienen la información de dichos cambios en sus buzones.
Moskovitz y Rosenstein piensan que las empresas necesitan “una sola versión de la verdad” sobre lo que los empleados están haciendo. En noviembre de 2011, según un artículo de Bloomberg Businessweek, el producto se describía como “un único sitio para saber en qué están trabajando los miembros del equipo de un proyecto, responder dudas, y obtener actualizaciones instantáneas sobre el progreso del trabajo.”
Asana es gratis para equipos de hasta 15 miembros. En abril de 2012, Asana lanzó Premium Workspaces, la versión de pago del producto, para equipos con más de 15 miembros.
En mayo de 2013, Asana lanzó Organizations, que permite que las empresas adopten Asana a nivel corporativo: desde cientos a miles de empleados. Con el lanzamiento de Organizations vinieron nuevas funcionalidades, entre otras: Asana Team Browser, una vista unificada de las tareas y los buzones de las personas; Employee auto-join y capacidades de administración relacionadas con la gestión de permisos.

## Aplicación Post-email
En junio de 2012, Asana anunció una nueva funcionalidad llamada Buzón que pretendía ayudar a los equipos a minimizar el uso del correo electrónico como un paso hacia la construcción de una aplicación “post-email”. El buzón de Asana muestra “actualizaciones a las tareas, comentarios, cambios en fechas límite, y otros actualizaciones de estado que la gente normalmente comunica por correo electrónico.” En un artículo reciente, Justin Rosenstein dijo: “Queríamos construir una solución holística desde el principio, que reemplazara lo que hacemos por email.”

## API
En abril de 2012, Asana liberó su API a la comunidad de desarrolladores. El API está disponible gratuitamente para cualquiera con una cuenta de Asana y puede accederse desde su sitio web de desarrollo.

## Luna
Cuando Moskovitz y Rosenstein crearon Asana, también crearon Luna, un entorno de desarrollo Javascript que automatiza el desarrollo de aplicaciones basadas en navegador avanzado(y potencia el producto Asana). Las aplicaciones Luna especifican un modelo de datos y una función de visualización del modelo (interfaz gráfica), anotada con funciones de gestión desde entradas de usuario a mutaciones del modelo. A partir de esto, el entorno Luna genera una aplicación funcional Web 2.0 (el lado cliente JavaScript, el lado servidor SQL, y las capas intermedias) con sincronización de datos bidireccional.